# Seznam ruskih biatloncev
Seznam ruskih biatloncev.

## A
- Albina Ahatova
- Tatjana Akimova
- Olga Anisimova
- Jekaterina Avvakumova

## B
- Anton Babikov
- Ana Bogalij-Titovec
- Sergej Buligin
- Ana Buligina

## C
- Maksim Cvetkov

## Č
- Sergej Čepikov
- Ivan Čerezov
- Maksim Čudov

## D
- Vladimir Dračev

## E
- Matvej Jelisejev

## F
- Ana Frolina

## G
- Jevgenij Garaničev
- Jekaterina Glazirina
- Natalija Guseva

## H
- Said Karimulla Halili

## I
- Svetlana Išmuratova
- Julia Ivanova ?

## J
- Jekaterina Jurlova-Precht

## K
- Uljana Kaiševa
- Jurij Kaškarov
- Irina Kazakevič
- Aleksej Kobelev
- Nikolaj Kruglov mlajši
- Nikolaj Kruglov starejši
- Galina Kukleva
- Larisa Kuklina

## L
- Timofej Lapšin
- Eduard Latipov
- Aleksander Loginov

## M
- Viktor Majgurov
- Irina Malgina
- Igor Malinovski
- Dmitrij Mališko
- Olga Medvedceva
- Olga Melnik
- Svetlana Mironova
- Tatjana Mojsejeva
- Jekaterina Moškova
- Pavel Muslimov

## N
- Uljana Nigmatullina

## P
- Olga Pileva
- Olga Podčufarova
- Nikita Poršnev
- Aleksander Povarnicin

## R
- Anfisa Rezcova
- Kristina Rezcova
- Jana Romanova
- Olga Romasko
- Pavel Rostovcev
- Sergej Rožkov
- Sergej Rusinov

## S
- Daniil Serohvostov
- Svetlana Slepcova
- Aleksej Slepov
- Viktorija Slivko
- Irina Starih
- Aleksander Starodubec
- Kirill Strelcov

## Š
- Anastasija Ševčenko
- Anton Šipulin
- Jekaterina Šumilova

## T
- Sergej Tarasov
- Vasilij Tomšin

## U
- Irina Uslugina
- Jevgenij Ustjugov

## V
- Dmitrij Vasiljev
- Valerija Vasnecova
- Olga Viluhina
- Darja Virolajnen
- Roman Virolajnen
- Aleksej Volkov
- Ana Volkova

## Z
- Olga Zajceva